# NGC 4535A
NGC 4535A (другое обозначение — PGC 1343342) — галактика в созвездии Дева.
Этот объект не входит в число перечисленных в оригинальной редакции «Нового общего каталога» и был добавлен позднее.